# 투캅스 2
《투캅스 2》(영어: Two Cops 2)는 전편 《투캅스》에 이은 대한민국의 액션 영화 작품이다. 박중훈, 김보성 등이 주인공으로 출연하였다.
전편의 조윤수 반장(안성기)은 퇴직했고, 그때의 신참 강민호 형사(박중훈)가 역시 중앙경찰학교 수석 졸업생 이형구 형사(김보성)와 콤비를 이루고 있다. 캅스 걸 지수원은 강민호 형사의 아내가 되어 있고, 그 자리를 <맥주가 애인보다 좋은 7가지 이유>로 데뷔한 김예린이 물려받았다. 《투캅스 2》는 코미디라는 기본 바탕에 액션을 복사한 것이 특징이다. 아울러 경찰 비리를 통해 궁극적으로 올바른 경찰상 확립을 위한 세태풍자가 강화되어 있는 특징도 드러내고 있다. 또 신세대 원칙주의자 이형구 형사를 보다 '화끈한' 인물로 그려내 전편에서의 조심스런 접근으로부터 벗어나 있음을 알게 된다. 특히 "경찰들은 물만 먹고 사나"라고 말하는 업주들의 겉다르고 속다른 행위(돈 뜯어낸다고 불평하다가도 막상 형사들을 만나니 두 배로 늘려 걷자 하는 따위)는 세태풍자의 절정이자 압권이라 할 만하다. 한편, 지수원의 자리를 물려받은 미라(김예린)가 협박범을 잡기 위해 들어온 이형구 형사와 한판을 하다가 결국 부상을 당하는 장면이 나오기도 했는데, 이 장면 때문에 여성 캐릭터를 성적으로만 활용하거나, 물건으로 취급하며 함부로 폭행하고 망가뜨려도 된다는 불쾌한 요소들을 코미디로 취급했다는 혹평을 받기도 하였으며 결국 1996년 최악의 영화 3위에 선정되는 불명예를 안아야 했다.

## 등장 인물

### 주인공
- 강민호 경사 - 박중훈
- 이형구 경장 -  김보성

### 주변 인물
- 미라 - 김예린
- 강민호 부인 지수원 - 지수원
- 서초경찰서장 - 양택조
- 마 형사 - 조형기
- 박 사장 - 윤문식
- 형사과장 - 김일우
- 이 사장 - 국정환
- 김 사장 - 남포동

### 그 외 인물
- 노두삼 - 이해룡
- 중간 보스 - 최학락
- 어르신 - 최성
- 황태자 - 이승우
- 꼴통 - 권용운
- 강대도 - 한성식
- 노두삼의 비서 - 송금식
- 촉새 - 강성진
- 검찰 총장의 부인 - 김석옥
- 과장 2 - 김우석
- 형사1반장 - 한명환
- 형사2반장 - 이석구
- 형사3반장 - 안진수
- 형사4반장 - 나갑성
- 김 형사 - 김현우
- 사장 - 한태일, 오희찬, 이성호, 노사강, 박용팔, 서평석
- 경찰서 정문 근무 의경 - 김수로
- 서진 - 우병국
- 독사 - 조현
- 마루타 - 김경민
- 사시미 - 박광설
- 백곰 - 이주철
- 교도소 노인 - 박종설
- 보석상 주인 - 곽무성
- 오렌지 - 손병욱, 문선경, 이대희
- 영화감독 - 최정우
- 영화배우 - 유형석
- 어르신 비서 - 장정국
- 유치장 사내 - 길달호
- 매 맞는 여자 - 박유미
- 술집 아가씨 - 김문빈
- 정보원 - 김재범, 신삼봉, 서민호, 정승표, 강길무, 이철민, 김송현
- 기도 1 - 조유현
- 기도 2 - 박재현

### 특별출연
- 영화배우 - 문수진

## 제작진
- 감독 : 강우석
- 조감독 : 권규오, 이시명, 강지은, 이상학
- 스크립터 : 인진미
- 각본 : 김성홍
- 촬영부 : 서근희, 지길웅, 김기환, 신동철
- 촬영 : 신옥현
- 조명 : 임재영
- 조명부 : 남지현, 이철오, 고낙선, 이형민, 김은미, 최재호
- 기획 : 김성홍, 김의석
- 제작 : 강우석
- 제작부 : 강성진, 오효석
- 제작총지휘 : 김세창
- 프로듀서 : 김미희
- 동시녹음 : 강신규
- 음향 : 강대성, 최남수
- 음악 : 최경식
- 미술 : 조융삼
- 분장 : 김선진, 이재인, 최현정
- 의상 : 김서령, 권영화, 박경희
- 소품 : 김태욱, 이종국
- 특수효과 : 김철석, 윤여진
- 특수분장 : 문경선, 이애경
- 시각효과 : 양대호
- 편집 : 김현
- 네가편집 : 경민호, 이혜연
- 디지털편집 : 정수연
- 사운드디자인 : 최남수
- 스틸 : 윤진호, 이현아
- 색보정 : 김승호
- 현상 : 영화진흥공사
- 마케팅 : 나선녀, 부지영
- 붐맨 : 조대현, 윤해진, 이태규
- Foley 녹음 : 오기삼, 이성진, 박준오, 황진수
- 광학녹음 : 김용훈
- 무술감독 : 김춘식
- 사운드엔지니어 : 김수덕, 조세행, 이중희
- 스테디캠 : 여경보, 김민수
- 스턴트 : 스턴트 아카데미, 조현, 우병국, 오현재, 임현철, 오창석
- 스턴트지도 : 김영규
- 자막 : 주광동
- 옵티컬 : 윤종두
- 사진 : 손기철
- 광고 : 씨네월드
- 행정 : 유인자, 강성미
- 버스 : 이경형, 송흥욱
- 발전차 : 동우렌탈, 김태곤
- 보조출연 : MTM, 한국예술

## 관련영화사
- 시네마 서비스 (제작, 배급)
- 리드사운드 (음향)
- 씨네월드 (홍보)

## 비하인드 스토리
2013년 4월 8일자 SBS '힐링캠프, 기쁘지 아니한가'에 강우석 감독이 출연해 투캅스 2는 회사 부도를 막기 위해 제작된 영화라고 밝혔다.

## 흥행 순위
|  | 1996년도 한국영화 흥행순위 TOP 10 (서울 관람객 기준) |

| 순위 | 영화 제목        | 관객수(명) | 개봉일     | 비고 |
| ---- | ---------------- | ---------- | ---------- | ---- |
| 1    | 투캅스 2         | 636,047    | 1996.04.27 |      |
| 2    | 은행나무 침대    | 452,580    | 1996.02.17 |      |
| 3    | 꽃잎             | 213,979    | 1996.04.05 |      |
| 4    | 귀천도           | 200,570    | 1996.10.12 |      |
| 5    | 박봉곤 가출 사건 | 170,328    | 1996.09.21 |      |
| 6    | 돈을 갖고 튀어라 | 167,108    | 1995.12.16 |      |
| 7    | 리허설           | 160,141    | 1995.12.15 |      |
| 8    | 본 투 킬         | 132,261    | 1996.04.20 |      |
| 9    | 코르셋           | 114,777    | 1996.06.08 |      |
| 10   | 보스             | 101,078    | 1996.07.06 |      |